# Kein Pardon
Kein Pardon ist eine 1993 erschienene Satire auf den schnelllebigen Erfolg in der Unterhaltungsbranche. Der Komiker Hape Kerkeling führte Regie (Co-Regie: Angelo Colagrossi), wirkte am Drehbuch mit und spielte die Hauptrolle. In weiteren Rollen sind Heinz Schenk und Elisabeth Volkmann zu sehen.
Der Film zeigt den abgehalfterten und cholerischen Fernsehmoderator Heinz Wäscher, der von seinem großen Anhänger Peter Schlönzke abgelöst wird. Daraufhin verfällt der unbedarfte Schlönzke den gleichen Allüren wie sein ehemaliges Idol.
Der Film wurde 1993 von mehr als 500.000 Menschen im Kino gesehen.

## Handlung
Der ungeschickte Peter Schlönzke arbeitet als Schnittchenauslieferer im Familienbetrieb und ist großer Fan der Unterhaltungssendung Witzischkeit kennt keine Grenzen mit dem Moderator Heinz Wäscher. Seine Mutter meldet ihn heimlich für eine Talentshow der Sendung an. Zwar fällt er beim Talentwettbewerb durch, lernt aber im Gebäude des Senders zufällig die Geräuschemacherin Ulla kennen, die ihm einen Job als Kabelhilfe besorgt. Er erhält nun Einblick in die Produktion seiner Lieblingssendung und stellt fest, dass Heinz Wäscher keineswegs so nett ist, wie er im Fernsehen immer wirkt, sondern ein selbstverliebter Choleriker, der die Mitarbeiter am Set mit seiner Arroganz und seinen unerträglichen Starallüren tyrannisiert; zudem erweist sich die von Peters Großvater vehement vorgebrachte Vermutung, Wäscher sei „ein alter Busengrabscher“, als zutreffend. In einer Livesendung wird Schlönzke kurzfristig als „Lustiger Glückshase“ eingesetzt. Als er im Verlauf der Sendung wegen Wäschers Art, stets andere für seine Fehler verantwortlich zu machen, einen Wutausbruch bekommt und Wäscher vor laufenden Kameras beschimpft, begeistert dies das Publikum und den Programmdirektor dermaßen, dass Schlönzke an Wäschers Stelle Moderator der Sendung wird.
Ein Jahr später lebt Schlönzke in einer luxuriösen Wohnung und plagt seine Umwelt mit ebensolchen Starallüren wie seinerzeit Wäscher. Er hat kaum noch Kontakt zu seiner Familie und das Verhältnis zu seiner Freundin Ulla ist aus Zeitmangel so gut wie eingeschlafen. Als Kritik wegen sinkender Einschaltquoten aufkommt und Schlönzkes Familie ihn im Rahmen einer Livesendung ungewollt blamiert, wird auch Schlönzke entlassen. Immerhin kann er sich dadurch wieder mit Ulla versöhnen. Seinen Platz in der Sendung nimmt die kleine Bettina ein, die damals den Talentwettbewerb gewann, obwohl sie – von ihrer sporadisch klar vorgetragenen Aussage Friseur werden zu wollen abgesehen – stets hartnäckig schweigt und ihre immer anwesende Mutter ständig für sie einspringt.

## Produktion

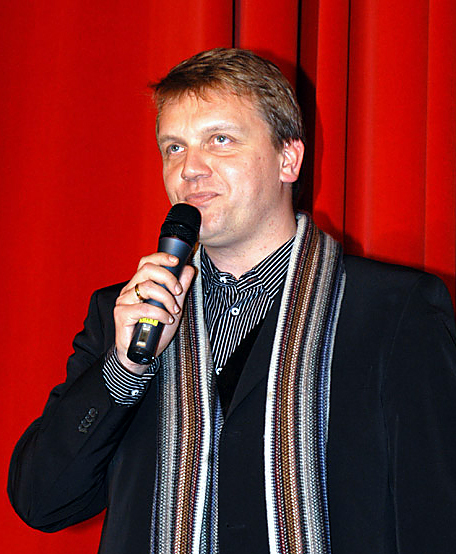
Hape Kerkeling

Hape Kerkeling, der Regie führte und am Drehbuch mitgeschrieben hatte, übernahm die Hauptrolle des Peter Schlönzke. Heinz Schenk, der zuvor vor allem als Moderator der Unterhaltungssendung Zum Blauen Bock berühmt geworden war, mimte den jähzornigen Moderator Heinz Wäscher. Den Part der Hilde Schlönzke, Peters Mutter, übernahm Elisabeth Volkmann. Die Großeltern wurden von Margret Homeyer und Dirk Dautzenberg gespielt. Zwei Mitglieder der Punkband Abstürzende Brieftauben spielten zwei Kabelhilfen und trugen auf der Geburtstagsfeier Peter Schlönzkes ihren Titel Pa-Pa-Paderborn vor. Die Dreimannkapelle, die ebenfalls auf Peter Schlönzkes Geburtstagsfeier spielte, war auch 1992 bei Otto – Der Liebesfilm zu sehen. Kerkelings Neffe Andreas Kerkeling verkörperte Peter Schlönzke als Kind im Jahr 1968.
In Kein Pardon kommen viele Running Gags vor, die mit der eigentlichen Handlung nichts zu tun haben. Wiederkehrende Elemente sind u. a.
- die „Batzen“-Hundefutterwerbung („...dann geben Sie Ihrem Hund Batzen – aber nur den ganzen Batzen“ sowie „Batzen, nur für Hunde, nicht für Katzen“)
- die kleine Bettina, die von ihrer Mutter gedrängt wird, als Sängerin aufzutreten. Da sie aber lieber „Friseur“ werden möchte, schweigt sie schmollend, so dass ihre sie stets begleitende Mutter ihren Gesangspart übernimmt
- die Sekretärin Karin, die immer fragt, ob noch jemand ein „Käffchen“ möchte
- die jammernde Oma, die damals nachts alleine mit einem Bollerwagen durch die Straßen ziehen musste
- die Floskeln „Und gute Nacht.“ sowie „Na, wie war's?“, die von verschiedenen Personen benutzt werden
- die Tatsache, dass Wäscher mehrmals mit „e“ statt „ä“ geschrieben wird, etwa wenn andere für ihn Autogrammkarten unterschreiben
- ein gewisser Henne, von dem zwar ständig geredet wird (weil er aus Sicht von Peters Großeltern dessen Vorbild sein sollte), der aber nie zu sehen ist. Als Abschlussgag klingelt dieser überraschend bei Schlönzkes an der Tür, ist aber auch diesmal nicht zu sehen.

Die Szenen im Fernsehstudio wurden in den Studios des damals gerade abgewickelten Deutschen Fernsehfunks (Fernsehen der DDR) in Berlin-Adlershof gedreht.

## Rezeption
Kein Pardon lief am 25. Februar 1993 in den deutschen Kinos an und wurde von 564.000 Menschen gesehen.
Der Film wurde von der Kritik unterschiedlich aufgenommen. Im Lexikon des internationalen Films sah „[e]ine nach einschlägigen Mustern angefertigte satirische Beschreibung von menschlichen und künstlerisch-produktiven Zuständen hinter den Kulissen eines Massenmediums. Die Absicht[, die] „Wunderwelt“ des Fernsehens zu desillusionieren, wird nur streckenweise durch Hinweise auf den erbarmungslosen und entwürdigenden Verschleiß im modernen Medienbetrieb erreicht. Ansonsten dominieren alte Gags, fade Witze und platte Typenkomik.“
Die Süddeutsche Zeitung sah zwar ihre Erwartungen nicht erfüllt. („Ein Film über die Lehr- und Wanderjahre in der Fernsehlandschaft ist es nicht geworden.“), konnte dem Film dennoch Gutes abgewinnen: „Macht nichts. «Kein Pardon» ist trotzdem ganz lustig.“
Der Spiegel notierte, es gelinge zwar, die „bitterböse Wirklichkeit“ des TV-Geschäfts als „gruselige Glitzer-Revue“ zu illustrieren, der Film selbst sei „durch ausgewalzte Pointen aber nur in Maßen witzisch.“
Eine gute Bewertung hingegen erhielt Kein Pardon von der Kölnischen Rundschau: „Man merkt, hier hat jemand die satirische Elle angelegt, der sich im Metier auskennt.“
Seit September 2023 wird der Film minutenweise im nichtkommerziellen Fan-Podcast Minutenweise "Kein Pardon" der Film besprochen.

## Musical
Auf Basis des Drehbuchs entwickelte Thomas Hermanns mit Hape Kerkeling die Idee zum Musical. Die Uraufführung von Kein Pardon – Das Musical fand am 12. November 2011 im Capitol Theater Düsseldorf unter der Regie von Alex Balga statt. Dirk Bach (der im Film einen Kurzauftritt als Sketchpartner von Peter Schlönzke hat) war – mit Unterbrechungen – von der Premiere bis Ende April 2012 als Heinz Wäscher zu sehen. Von Mai bis Juli 2012 übernahmen Hermanns selbst sowie Achim Mentzel die Rolle des selbstverliebten Moderators. Die Musik stammt größtenteils von Achim Hagemann.